# Antoine Kessen
Antoine Alcide Louis Guillaume Marie Kessen (Heer, 18 maart 1947) is een Nederlands politicus van de VVD.
Hij werd geboren in Heer waar zijn vader A.L.H.M. Kessen toen burgemeester was. A.A.L.G.M. Kessen werkte na zijn studie Nederlands en administratief recht aan de Katholieke Universiteit Nijmegen op de gemeentesecretarie van Venlo. In mei 1978 ging hij werken als stafmedewerker bij het bij het Kabinet van de Koningin in Den Haag. Daarnaast was hij voor de VVD actief in de lokale politiek in zijn woonplaats Zoetermeer. In februari 1986 volgde zijn benoeming tot burgemeester van Hontenisse en vanaf januari 1991 was Kessen de burgemeester van Hulst. Eind 1992 promoveerde hij op het proefschrift Bestuurlijke vernieuwing in grensgebieden: Intergemeentelijke grensoverschrijdende samenwerking. Op 1 januari 2003 fuseerden Hulst en Hontenisse tot de nieuwe gemeente Hulst waarvan Kessen de waarnemend burgemeester werd. Vijf maanden later volgde Jan-Frans Mulder hem op als burgemeester van Hulst.